# 돌연변이원
돌연변이원(Mutagen)이란 돌연변이(Mutation)를 일으키는 물질을 말한다. 자외선, 방사선, 알킬화제 등이 있으며 DNA의 염기 구조를 변경시키거나 DNA 가닥을 끊어서 DNA 염기서열의 변화를 일으킨다. 암은 세포의 DNA 서열의 변화에 의한 돌연변이가 하나의 세포에 누적되어 발생하므로 많은 경우에 돌연변이원은 발암물질(Carcinogen)과 공통된다.

## 같이 보기
- 발암물질
- DNA 수선
- 항발암물질
- 항암제
- 공동발암물질